# Butterfly and Flowers
Pour plus de détails, voir Fiche technique et Distribution.
Butterfly and Flowers (en thaï : ผีเสื้อและดอกไม้, Peesua lae dokmai) est un film romantique et dramatique thaïlandais réalisé par Euthana Mukdasanit, sorti en 1985.
L'histoire est tirée d'un roman du même nom ผีเสื้อและดอกไม้ de Nipphan (นิพพานฯ) (Makut Oradee / มกุฏ อรฤดี, écrivain et éditeur décoré Chevalier des Arts et des Lettres par le ministère de la Culture français), un livre au programme scolaire étudié par tous les élèves de Thaïlande.
Ce film est une des meilleures adaptations de ce roman au cinéma.

## Synopsis
Hu Yan est un enfant de 13 ans du sud de la Thaïlande en CM2. Il vit avec son papa Punja, son petit frère et sa petite sœur. Sa maman est morte, emportée par une maladie. 
Un jour, il apprend que son papa n'a plus de travail. Il décide de quitter l'école pour vendre des glaces et soutenir financièrement sa famille. Son institutrice essaie de le convaincre de d'abord passer son certificat d'étude.
Hu Yan est ami avec Mimpi, une fille de son école qui rêve de cultiver des fleurs et de les vendre au marché. Il revoit sa camarade de classe Mimpi qui va en train dans une ville à la frontière de la Malaisie pour aider sa famille. Il apprend en chemin que trafiquer du riz est illégal et dangereux mais que cela rapporte beaucoup d'argent.
Le papa de Hu Yan part à la recherche de son fils et a un accident : il devient boiteux, handicapé.
Pour ramener de l'argent à sa famille, le jeune Hu Yan se laisse de plus en plus entraîner dans le trafic de riz ; dans le même temps, son amour pour Mimpi grandit et il aimerait mener une vie d'honnête homme…

## Fiche technique
- Titre : Butterfly and Flowers
- Titre original : ผีเสื้อและดอกไม้ (Peesua lae dokmai)
- Réalisateur : Euthana Mukdasanit
- Scénario : Euthana Mukdasanit d'après le roman de Nipphan (นิพพานฯ) (มกุฏ อรฤดี / Makut Oradee)
- Photographie : Panya Nimchareopong
- Montage : M.L. Varapa Kasaemsri
- Son : Nivat Sumneangsanor
- Musique : Butterfly
- Genre : Drame
- Durée : 128 minutes
- Pays : Thaïlande
- Date de sortie : 1985

## Distribution
- Suriya Yaowasang (สุริยา เยาวสังข์) : le jeune Hu Yan (ฮูยัน)[4]
- Wasana Pholyiam (วาสนา พลเยี่ยม) : la jeune Mimpi (มิมปี)
- Suchao Pongwilai : Punja, le père de Hu Yan (ปุนจา, พ่อฮูยัน ou ป๊ะ)
- Daojai Hathaikarn (ดวงใจ หทัยกาญจน์ ) : l'institutrice (คุณครู)
- Rome Isara (โรม อิศรา) : Nakha (นาฆา)
- Attaporn Thihirun (ปุยฝ้าย ไทยหิรัญ) : Adét (อาเดล)

## Thèmes
Butterfly and Flowers est un des rares films thaïlandais à parler des musulmans du sud de la Thaïlande et à aborder les difficultés d'un amour entre des citoyens de religions différentes,.